# Момма, Маргарета
Маргарета Момма, урождённая фон Брагнер (швед. Margareta Momma; 1702—1772) — шведская издательница и публицист. Первая женщина-журналистка Швеции и одна из первых в Европе.

## Биография
Достоверных сведений о происхождении Маргареты Момма нет, но вероятно, что она происходила из Нидерландов. Возможно, у неё также были какие-то связи с Францией, поскольку она превосходно писала по-французски. Предполагается, что именно в Нидерландах Маргарета встретила своего мужа, Петера Момму: в 1730-х годах он изучал книгопечатание в Амстердаме.
После заключения брака в 1735 году супруги Момма поселились в Стокгольме, где Петер занимался книгопечатанием и долгое время носил титул королевского книгопечатника. У них родилось трое детей, впоследствии продолживших родительское дело (особенно преуспела в нём их дочь Эльса Фугт).
Помимо книг и государственных документов, Петер Момма печатал газеты и периодические издания. В 1738 году вышло издание, озаглавленное «Samtal emellan Argi skugga och en obekant Fruentimbers skugga nyligen ankommen til de dödas rjke» («Разговор между тенью Аргуса и тенью неизвестной женщины»). Автором текстов считается Маргарита Момма. «Разговор» представлял собой новый жанр, недавно распространившийся в Швеции, — эссе. Подобные эссе писались в лёгкой, беллетризованной форме и касались философских, социальных и политических тем. «Разговор», в частности, написан в форме диалогов с мёртвыми. Главный персонаж — дух неизвестной женщины — обитает в царстве мёртвых и общается с другими мертвецами. Характер текстов свидетельствует о начитанности Маргареты и её осведомлённости о текущей политической обстановке и полемике в этой области. Кроме того, в «Разговоре» очевидно влияние европейского Просвещения. Среди идей, которые провозглашает автор, — признание интеллектуальных способностей женщин и их права на образование, необходимость упразднения рабства (что делает «Разговор» уникальным среди документов эпохи) и веротерпимость. Кроме того, издание имело ярко выраженную антивоенную направленность (подразумевалось возможное вступление Швеции в войну с Россией), что повлекло вмешательство цензуры и купирование отдельных фрагментов. Вероятно, по этой же причине выпуск издания прекратился уже в 1739 году.
Публицистская деятельность Маргареты Момма продолжалась, тем не менее, вплоть до 1740-х годов. С 1742 года она издавала, вместе с мужем,
Stockholm Gazette на французском языке, которая в настоящее время считается первым новостным изданием в Швеции. Формат газеты был во многом схож с франкоязычными изданиями Нидерландов. В первом выпуске сообщалось, что газета будет информировать читателей о новостях как внутри страны, так и за её пределами, в максимально беспристрастной форме. Основное внимание уделялось политическим и военным новостям.
Маргарета Момма умерла в 1742 году, ненадолго пережив своего мужа.